# تشدیدگر آکوستیکی حجیم با پوسته-نازک
تشدیدگر آکوستیکی حجیم با پوسته-نازک (FBAR یا TFBAR) افزاره‌ای متشکل از یک ماده پیزوالکتریک است که با روش‌های لایه نازک بین دو الکترود رسانا – معمولاً فلزی – ساخته شده و از محیط اطراف عایق‌بندی‌شده‌است. این عملیات براساس پیزوالکتریکی لایه-پیزو بین الکترودها است.

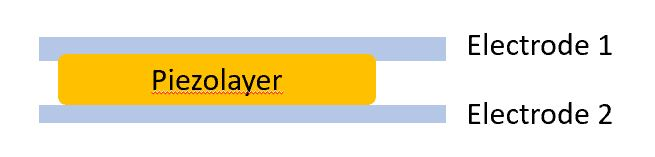
ساختار اصلی FBAR

افزاره‌های FBAR با استفاده از فیلم‌های پیزوالکتریک با ضخامت‌های مختلف از چند میکرومتر تا دهم میکرومتر در محدوده فرکانسی تقریباً ۱۰۰ مگاهرتز تا ۲۰ گیگاهرتز تشدید می‌کنند. تشدیدگرهای FBAR یا TFBAR در دسته تشدیدگرهای آکوستیکی حجیم (BAW) و تشدیدگرهای پیزوالکتریک قرار می‌گیرند و در کاربردهایی استفاده می‌شوند که به‌طور خاص به فرکانس بالا، اندازه و وزن کوچک مورد نیاز است.